# 市橋信直
市橋 信直（いちはし のぶなお、明暦2年10月20日（1656年12月5日） - 享保5年2月26日（1720年4月3日））は、近江仁正寺藩の第3代藩主。仁正寺藩市橋家4代。
1000石を領した旗本・市橋政直（第2代藩主・市橋政信の弟）の長男。母は山田重恒の娘。正室は井戸良弘の娘。官位は従五位下。下総守。

## 生涯
通称は三左衛門、伝左衛門、外記。寛文4年（1664年）8月13日、将軍徳川家綱にお目見えする。寛文10年7月8日、実父政直の死去により、旗本市橋家の家督を継ぎ、小普請に所属する。旗本市橋家は近江国蒲生郡なとで1000石を領有していた。天和元年（1681年）2月26日、御書院番に就任する。元禄元年2月26日、桐間番に転任する。同年9月5日、再び書院番に就任する。
元禄11年（1698年）12月28日、本家である先代藩主の政信の養子となる。養父政信は長男政房に先立たれ、四男政勝を嫡子としていたが、病弱だったために一門の利政を養嗣子としていた。しかし利政も病弱を理由に廃嫡の止むなきに至り、新たに信直を養嗣子とした。なお、旗本市橋家は絶家となる。元禄12年1月28日、将軍徳川綱吉にお目見えする。宝永元年（1704年）2月27日、養父政信の死去により信直が跡を継いだ。宝永6年3月7日、従五位下下総守に叙任する。
享保5年（1720年）2月26日（または3月26日）、仁正寺にて死去し、跡を養嗣子の直方が継いだ。法号は永昌院俊山玄英大居士。墓所は滋賀県蒲生郡日野町の清源寺。

## 系譜
父母 
- 市橋政直（実父）
- 山田重恒の娘（実母）
- 市橋政信（養父）

 正室 
- 井戸良弘の娘

 養子 
- 市橋直方 ー 溝口重雄の次男